# Keith Connor
Keith Connor (* 16. září 1957, Anguilla) je bývalý britský atlet, jehož specializací byl trojskok.
Dvakrát startoval na olympiádě v soutěži trojskokanů. V Moskvě v roce 1980 obsadil čtvrté místo, v Los Angeles skončil třetí. V roce 1982 se stal mistrem Evropy v trojskoku, v roce 1978 vybojoval na halovém evropském šampionátu v této disciplíně stříbrnou medaili.
V roce 1981 vytvořil neoficiální světový rekord v trojskoku 17,31 m. Na venkovním hřišti je jeho nejlepší výkon 17,57 m.